# Listă cu cele mai bune romane din SUA în anii 1950

## 1950
1. The Cardinal de Henry Morton Robinson
2. Joy Street de Frances Parkinson Keyes
3. Across the River and into the Trees de Ernest Hemingway
4. The Wall de John Hersey
5. Star Money de Kathleen Winsor
6. The Parasites de Daphne du Maurier
7. Floodtide de Frank Yerby
8. Jubilee Trail de Gwen Bristow
9. The Adventurer de Mika Waltari
10. The Disenchanted de Budd Schulberg

## 1951
1. From Here to Eternity de James Jones
2. The Caine Mutiny de Herman Wouk
3. Moses de Sholem Asch
4. The Cardinal de Henry Morton Robinson
5. A Woman Called Fancy de Frank Yerby
6. The Cruel Sea de Nicholas Monsarrat
7. Melville Goodwin, U.S.A. de John P. Marquand
8. Return to Paradise de James A. Michener
9. The Foundling de Cardinal Spellman
10. The Wanderer de Mika Waltari

## 1952
1. The Silver Chalice de Thomas B. Costain
2. The Caine Mutiny de Herman Wouk
3. East of Eden de John Steinbeck
4. My Cousin Rachel de Daphne du Maurier
5. Steamboat Gothic de Frances Parkinson Keyes
6. Giant de Edna Ferber
7. Bătrânul și marea de Ernest Hemingway
8. The Gown of Glory de Agnes Sligh Turnbull
9. The Saracen Blade de Frank Yerby
10. The Houses in Between de Howard Spring
11. De veghe în lanul de secară de J.D. Salinger

## 1953
1. The Robe de Lloyd C. Douglas
2. The Silver Chalice de Thomas B. Costain
3. Desirée de Annemarie Selinko
4. Battle Cry de Leon M. Uris
5. From Here to Eternity de James Jones
6. The High and the Mighty de Ernest K. Gann
7. Beyond This Place de A. J. Cronin
8. Time and Time Again de James Hilton
9. Lord Vanity de Samuel Shellabarger
10. The Unconquered de Ben Ames Williams

## 1954
1. Not as a Stranger de Morton Thompson
2. Mary Anne de Daphne du Maurier
3. Love Is Eternal de Irving Stone
4. The Royal Box de Frances Parkinson Keyes
5. The Egyptian de Mika Waltari
6. No Time for Sergeants de Mac Hyman
7. Sweet Thursday de John Steinbeck
8. The View from Pompey's Head de Hamilton Basso
9. Never Victorious, Never Defeated de Taylor Caldwell
10. Benton's Row de Frank Yerby

## 1955
1. Marjorie Morningstar de Herman Wouk
2. Auntie Mame de Patrick Dennis
3. Andersonville de MacKinlay Kantor
4. Bonjour Tristesse de Francoise Sagan
5. The Man in the Gray Flannel Suit de Sloan Wilson
6. Something of Value de Robert Ruark
7. Not as a Stranger de Morton Thompson
8. No Time for Sergeants de Mac Hyman
9. The Tontine de Thomas B. Costain
10. Ten North Frederick de John O'Hara

## 1956
1. Don't Go Near the Water de William Brinkley
2. The Last Hurrah de Edwin O'Connor
3. Peyton Place de Grace Metalious
4. Auntie Mame de Patrick Dennis
5. Eloise de Kay Thompson
6. Andersonville de MacKinlay Kantor
7. A Certain Smile de Francoise Sagan
8. The Tribe That Lost Its Head de Nicholas Monsarrat
9. The Mandarins de Simone de Beauvoir
10. Boon Island de Kenneth Roberts

## 1957
1. By Love Possessed de James Gould Cozzens
2. Peyton Place de Grace Metalious
3. Compulsion de Meyer Levin
4. Rally Round the Flag, Boys! de Max Shulman
5. Blue Camellia de Frances Parkinson Keyes
6. Eloise in Paris de Kay Thompson
7. The Scapegoat de Daphne du Maurier
8. On the Beach de Nevil Shute
9. Below the Salt de Thomas B. Costain
10. Atlas Shrugged de Ayn Rand

## 1958
1. Doctor Zhivago de Boris Pasternak
2. Anatomy of a Murder de Robert Traver
3. Lolita de Vladimir Nabokov
4. Around the World with Auntie Mame de Patrick Dennis
5. From the Terrace de John O'Hara
6. Eloise at Christmastime de Kay Thompson
7. Ice Palace de Edna Ferber
8. The Winthrop Woman de Anya Seton
9. The Enemy Camp de Jerome Weidman
10. Victorine de Frances Parkinson Keyes

## 1959
1. Exodus de Leon Uris
2. Doctor Zhivago de Boris Pasternak
3. Hawaii de James A. Michener
4. Advise and Consent de Allen Drury
5. Lady Chatterley's Lover de D. H. Lawrence
6. The Ugly American de Eugene L. Burdick
7. Dear and Glorious Physician de Taylor Caldwell
8. Lolita de Vladimir Nabokov
9. Mrs. 'Arris Goes to Paris de Paul Gallico
10. Poor No More de Robert Ruark